# Vale do Peso
Vale do Peso é uma povoação portuguesa do Município do Crato que foi sede da extinta Freguesia de Vale do Peso, freguesia que tinha 65,65 km² de área e 261 habitantes (2011), e, por isso, uma densidade populacional de 4 hab/km².
A Freguesia de Vale do Peso foi extinta em 2013, no âmbito de uma reforma administrativa nacional, tendo sido agregada às freguesias de Crato e Mártires e Flor da Rosa, para formar uma nova freguesia denominada União das Freguesias de Crato e Mártires, Flor da Rosa e Vale do Peso com a sede em Crato e Mártires.

## População
| População da freguesia de Vale do Peso | População da freguesia de Vale do Peso | População da freguesia de Vale do Peso | População da freguesia de Vale do Peso | População da freguesia de Vale do Peso | População da freguesia de Vale do Peso | População da freguesia de Vale do Peso | População da freguesia de Vale do Peso | População da freguesia de Vale do Peso | População da freguesia de Vale do Peso | População da freguesia de Vale do Peso | População da freguesia de Vale do Peso | População da freguesia de Vale do Peso | População da freguesia de Vale do Peso | População da freguesia de Vale do Peso |
| -------------------------------------- | -------------------------------------- | -------------------------------------- | -------------------------------------- | -------------------------------------- | -------------------------------------- | -------------------------------------- | -------------------------------------- | -------------------------------------- | -------------------------------------- | -------------------------------------- | -------------------------------------- | -------------------------------------- | -------------------------------------- | -------------------------------------- |
| 1864                                   | 1878                                   | 1890                                   | 1900                                   | 1911                                   | 1920                                   | 1930                                   | 1940                                   | 1950                                   | 1960                                   | 1970                                   | 1981                                   | 1991                                   | 2001                                   | 2011                                   |
| 419                                    | 441                                    | 526                                    | 650                                    | 765                                    | 859                                    | 917                                    | 962                                    | 1 016                                  | 980                                    | 582                                    | 445                                    | 382                                    | 344                                    | 261                                    |